# Seebach (Leimbach)
Der Seebach ist ein ehemaliger Bach, der zum großen Teil auf dem Gebiet der Gemeinde Sandhausen im südlichen Rhein-Neckar-Kreis lag. Er war dort bis ins späte Mittelalter der Hauptlauf des heute als Leimbach bezeichneten Gewässersystems.

## Verlauf
Der Seebach zweigte vom heutigen Leimbach etwa dort ab, wo die Gemarkungen von Walldorf, Wiesloch und Nußloch aneinanderstoßen. Die genaue Stelle ist heute unbekannt, sie mag sich aufgrund von Veränderungen im Gewässernetz während der Zeit seines Bestehens auch verlagert haben. Einzugrenzen ist sie auf den Bereich zwischen der ehemaligen Dornmühle nahe am Bahnhof Wiesloch-Walldorf und dem Westknick des Hardtbaches, der etwa 400 Meter nach der Unterquerung der Kreisstraße zwischen Walldorf und Nußloch liegt. Von der Abzweigung an floss der Seebach in nördlicher Richtung, überquerte die Gemarkungsgrenze nach Sandhausen, zog weiter entlang dem Ostrand des Hardtwalds und zwischen diesem und dem auf der Gemarkung St. Ilgen gelegenen Sandbuckel hindurch. Hier befindet sich heute das Gewann See. Weiter nordwärts folgte er dem Osthang der unter Naturschutz stehenden Pferdstriebsdüne und anschließend der heutigen Seestraße. Ab diesem Bereich war der Seebach die Ostgrenze des historischen Ortskerns von Sandhausen. Im Zuge der Heidelberger Straße, gleich nach deren Abzweig von der Hauptstraße, querte der Weg vom Ort in Richtung Heidelberg den Seebach zunächst durch eine Furt, die eine aus den Überresten römischer Gebäude gelegte Pflasterung aufwies, später über eine die Furt ersetzende Brücke. Überreste von beiden wurden bei Baumaßnahmen zu Anfang der 1990er Jahre entdeckt. Ab dem Anfang der 1990er Jahre wurde nachgewiesen, dass dort etwa zwischen den Jahren 800 bis 950 Silber raffiniert wurde. Dabei fielen schwermetallhaltige Überreste an, die durch das Gewässer flussabwärts geschwemmt wurden, insbesondere Bleiglätte.
Zum nördlichen Ende von Sandhausen hin zu floss der Seebach mehr und mehr in nordwestlicher Richtung und erreichte schließlich die heutige, teilweise einige hundert Meter breite Leimbachaue. In ihr verliefen zeitweise bis zu drei parallele Gewässer, nach einer Umstrukturierung zur Mitte des 18. Jahrhunderts nur noch zwei, der (neue) Leimbach und der Landgraben. Ob der Seebach zumindest in der Anfangszeit seiner eigenständigen Existenz in der Aue weiter in Richtung Oftersheim verlief oder ob sich Alt- und Neulauf des Leimbaches bereits kurz hinter Sandhausen wieder vereinten, ist unbekannt. Den südlichsten und damit dem Mündungsbereich am nächsten liegenden Lauf nutzte bis zur genannten Umgestaltung ein Bach namens Schweinsgraben. In Sandhausen erstmals 1609 genannt, verlief er dort etwa mittig zwischen Seebach und neuem Leimbach.

## Geschichte
Der Seebach war das Hauptgewässer des Bachsystems einer so genannten Schwarzach, die namentlich erstmals im 8. Jahrhundert auftrat und zuletzt 1063. Danach wurde es als Angelbach bezeichnet oder einfach nur als Bach, teilweise noch mit Ortsnamen versehen. Erst im 18. Jahrhundert bürgerte sich der noch heute verwendete Name Leimbach ein.
Namentlich wurde der Seebach selbst im Bereich Sandhausens erstmals 1460 genannt im Zusammenhang mit einem Geländetausch im Lochheimer Feld, also in der Nähe der Wüstung Lochheim. 1492 unterschied man für Walldorf zwischen dem Wieslocher Bach, der dem heutigen Lauf des Leimbaches folgte, und dem Seebach. Sowohl die genaue Zeit als auch der Grund für die Ostverlagerung des Hauptlaufs in sein heutiges Bett sind bisher unbekannt.
Spätestens mit der Anlage des Hardtbaches um 1601 begann der Seebach zu verlanden. Letztmals erwähnt wird er 1835 in Zusammenhang mit einer Seebrücke an der Stelle, an der ihn der Weg von Sandhausen nach Nußloch querte. Im Bereich nördlich des Ortes gab es noch bis weit in das 20. Jahrhundert hinein eine langgestreckte Senke, die auch auf zeitgenössischen topographischen Karten eingezeichnet ist.
Das Motiv der Namensgebung blieb lange ungeklärt, man postulierte einen Zusammenhang mit einem Feuchtgebiet im Gewann See. Doch erst gegen Ende der 1990er Jahre konnte der Beweis erbracht werden, dass in dem Bereich, in dem der Seebach seinen Anfang nahm, tatsächlich ein See existiert hatte. Dieser Leimbach-See bestand von mindestens der frühen Hallstattzeit bis in das hohe Mittelalter.

## Relikte
Möglicherweise nutzt der erst später entstandene Hardtbach einen kurzen Teil des Seebach-Oberlaufes, der Landgraben den Unterlauf; die genauen Verhältnisse zwischen Sandhausen und Oftersheim sind aber unklar. Der weitaus längste mittlere Laufteil hingegen ist völlig verschwunden, seine Fläche wurde Teil der bebauten Fläche Sandhausens. An den Seebach erinnern noch einige wenige Flur- und davon abgeleitete Straßennamen im Ort: die Seestraße sowie Zwischen den Bächen, gelegen zwischen dem Seebach und dem ebenfalls sukzessive verlandeten und seit 1959 endgültig aufgegebenen Schweinsgraben. Der Name des Gewanns See könnte sich sowohl auf den Bach als auch auf einen Ausläufer des Leimbachsees beziehen.